# Buccinum plectrum
Buccinum plectrum är en snäckart som beskrevs av William Stimpson 1865. Buccinum plectrum ingår i släktet Buccinum och familjen valthornssnäckor. Inga underarter finns listade i Catalogue of Life.

## Bildgalleri

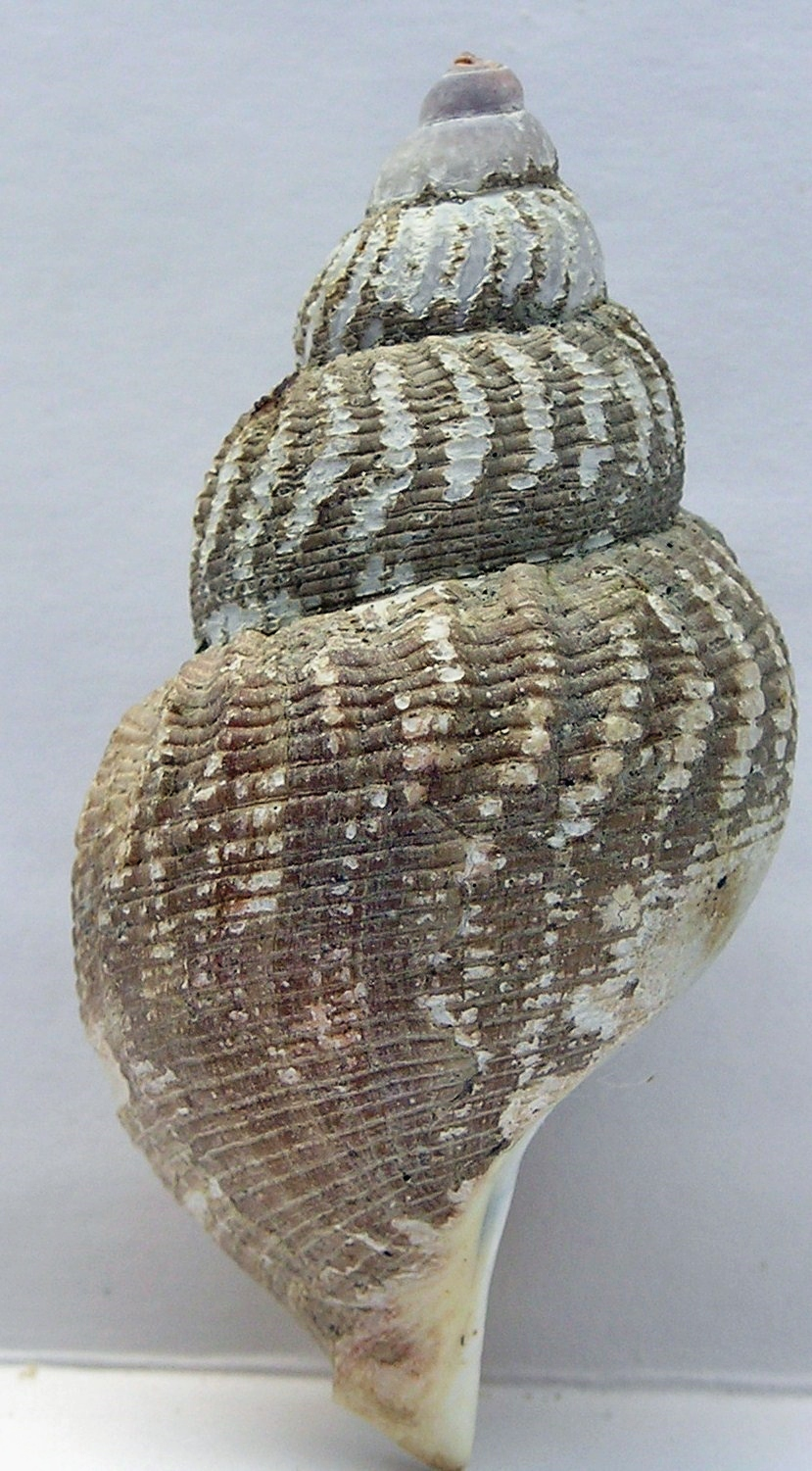